# Via Zemola
Via Zemola, a Ferrara, appartiene alla parte medievale cittadina. Inizia dal volto in via Terranuova e si conclude in via della Paglia.

## Storia

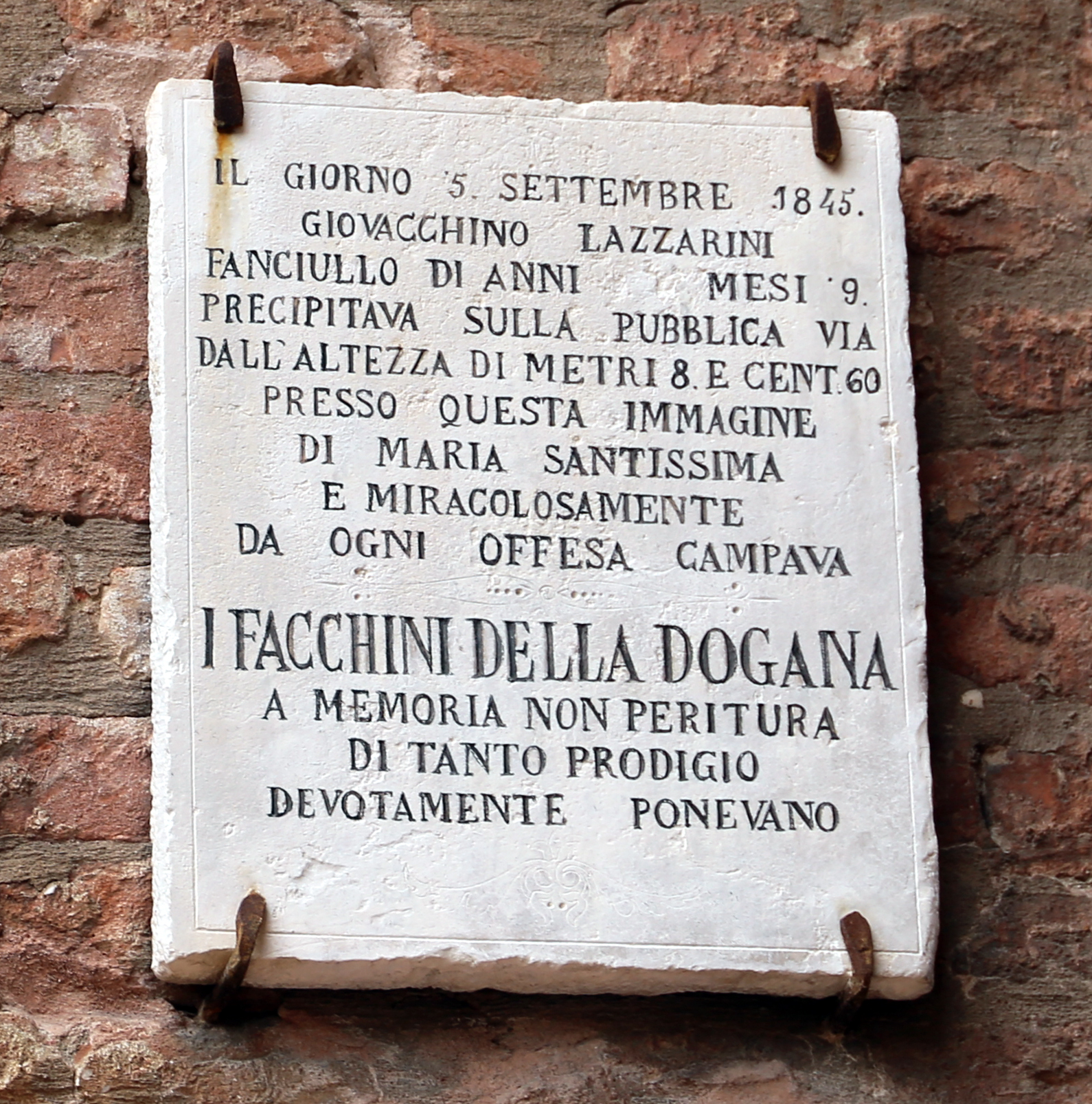
La lapide della Madonna dei Facchini

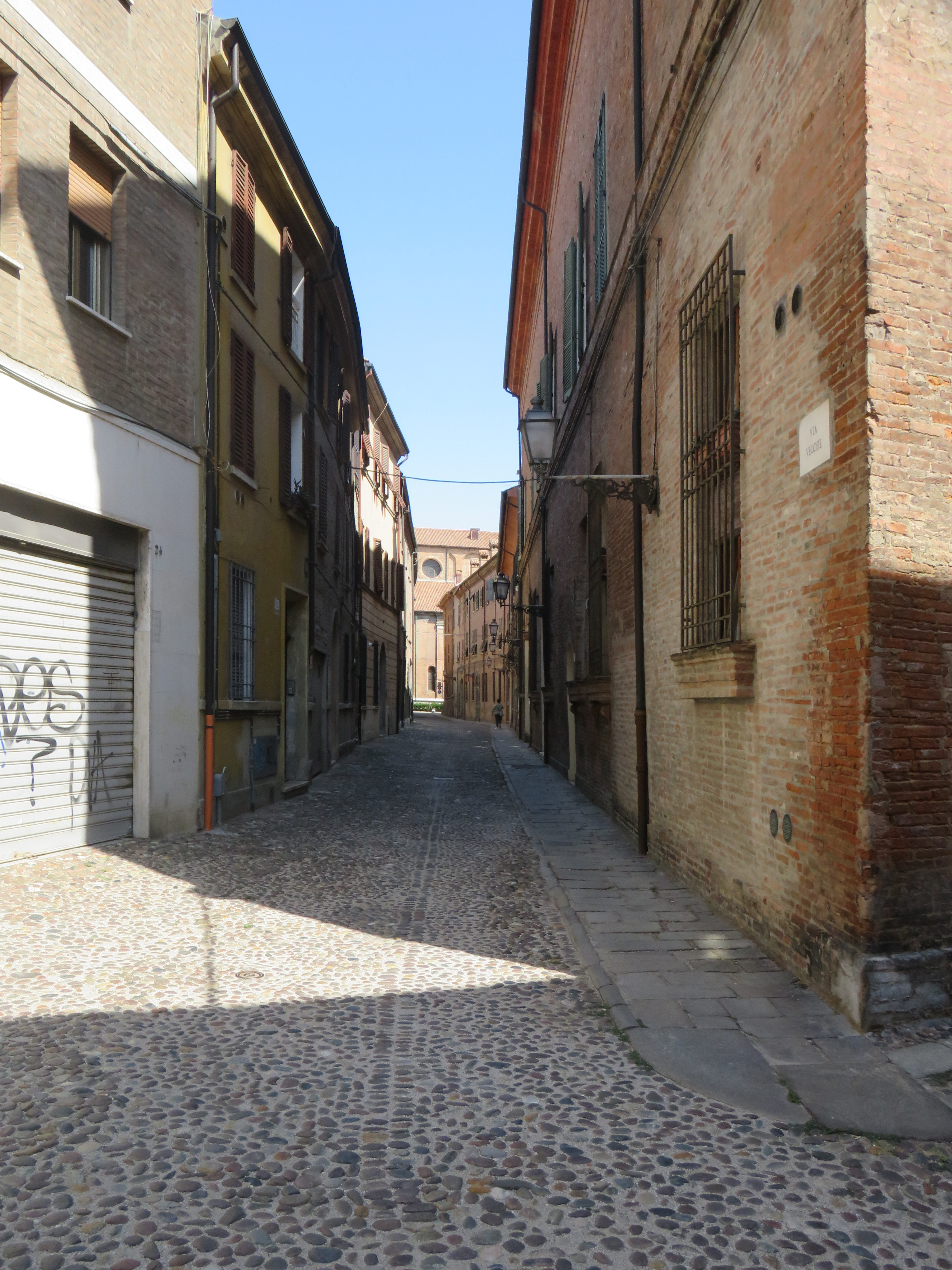
Sulla destra palazzo Bonacossi Boldrini. Sullo sfondo la chiesa di San Francesco in via Savonarola.

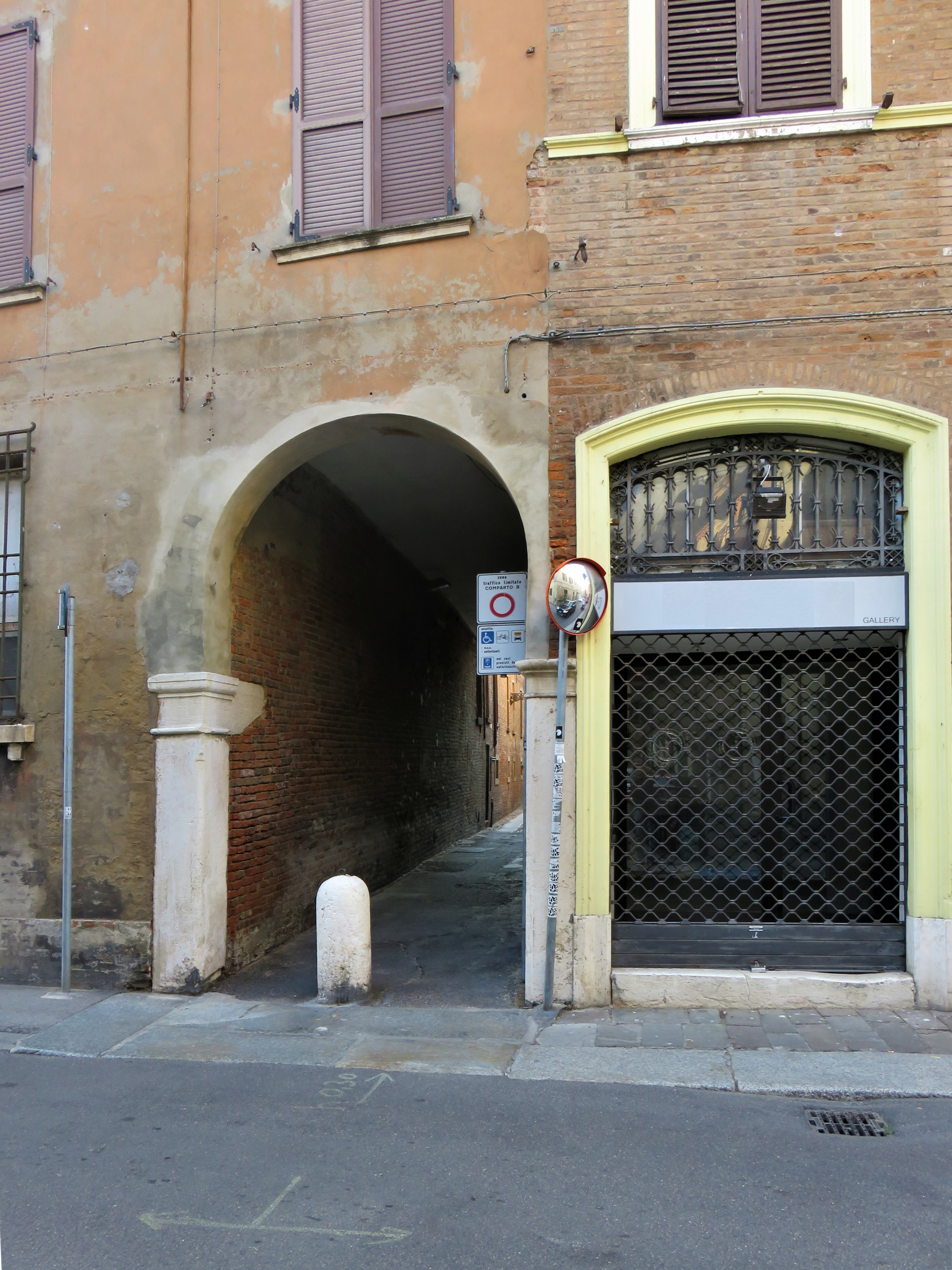
Volto in via Terranuova

La via venne compresa nel tessuto urbano racchiuso dalle mura con l'addizione di Niccolò II del 1385 e che precedette la più nota addizione Erculea, ma la sua storia iniziò in epoca anteriore con eventi legati dalla tradizione popolare a fatti miracolosi.  
Nel 1228 vi avvenne un episodio legato alla visita in città di Antonio di Padova. Il santo fece sì che un bambino piccolo parlasse per discolpare la madre dalle accuse di infedeltà che gli rivolgeva il padre. Tale fatto venne raffigurato da Girolamo da Carpi, allievo di Benvenuto Tisi da Garofalo, in un grande dipinto, il Miracolo di sant'Antonio in casa Obizzi.
In un edificio poi scomparso stava l'immagine della Madonna col Figlio morto tra le braccia. L'edificio era chiamato Casa del Miracolo e il nome voleva ricordare un prodigio compiuto da Giovanni Tavelli nel XV secolo.
In tempi più recenti un altro evento miracoloso, avvenuto nel 1845, riguardò il caso di un bambino che rimase illeso dopo una caduta da quasi nove metri di altezza. Sul posto venne costruita una piccola nicchia con l'immagine che presto fu nota, dopo l'apposizione di una lapide, come Madonna dei facchini.

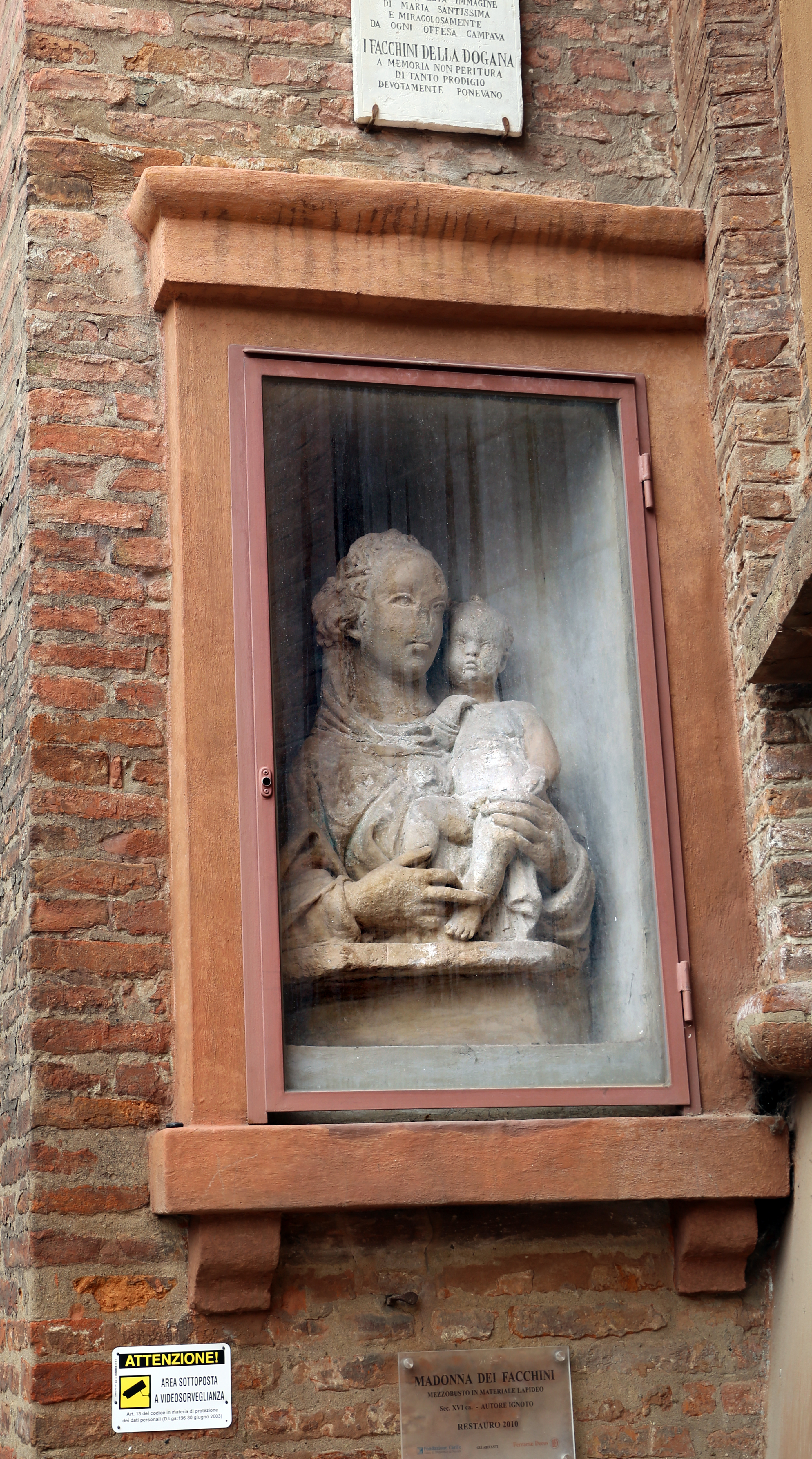
Madonna dei Facchini

### Origini del nome
La via inizia dal volto in via Terranuova, chiamato nel corso del tempo "volto del Sarasino", "volto dei Bastarol"' e "volto della Malvasia". A partire dal XIX secolo venne chiamato anche "volto del Naso di Legno" dal nome di un postribolo che esisteva a breve distanza.
La via venne chiamata, anticamente, "via della Rana" e in tempi più recenti "via dei Malpaga", con allusione alle misere somme che le prostitute ricevevano dai loro clienti solitamente appartenenti alle classi sociali più umili.
Il nome recente è probabilmente derivato dalla parola "Gemmola" e vuole essere un modo per onorare la memoria di  Beatrice I d'Este. Beatrice, figlia del marchese Azzo VI d'Este, fondò un convento su monte Gemmola, nei colli Euganei.